# San Fermín-Orcasur
San Fermín-Orcasur – stacja metra w Madrycie, na linii 3. Znajduje się w dzielnicy Usera, w Madrycie i zlokalizowana pomiędzy stacjami Hospital 12 de Octubre i Ciudad de los Ángeles. Została otwarta 21 kwietnia 2007.